# Quelques jours avant la nuit
Pour plus de détails, voir Fiche technique et Distribution.
Quels jours avant la nuit est un film suisse réalisé par Simon Edelstein et sorti en 2008.

## Synopsis
Vilma Popesco est une pianiste célèbre qui a été victime d’un accident de voiture. Elle a dû renoncer à sa carrière et elle vit dans un château sombre au charme déliquescent, isolé au milieu de nulle part. Elle ne supporte plus de présence humaine, à part celle de son fils adoré et d'un majordome au passé trouble.
Un jour, son fils disparaît sans laisser de trace. Vilma sombre alors dans la dépression et doucement dans la folie. L’histoire bascule quand un jeune homme s’infiltre dans sa maison. Qui est cet étrange visiteur ?

## Fiche technique
- Réalisation : Simon Edelstein
- Scénario : Simon Edlestein et Louis Sanders
- Assistante : Mindouk Edlestein
- Musique : Vincent Gillioz
- Production : Aïe Productions
- Producteur : Olivier Talpain
- Régisseur : Pablo Tournenc
- Image : Aldo Mugnier
- Assistant caméra : Heidi Hassan
- Éclairage : Joan Adam
- Montage : Corinne Lapasse
- Son : Masaki Hatsui
- Mixage : Denis Séchaud
- Maquillage : Emmanuelle Olivet et Nathalie Tanner
- Script : Marie Chaduc
- Genre : Drame psychologique
- Nationalité : Suisse
- Durée : 90 minutes
- Distributeur suisse : Mont Blanc Distribution
- Date de sortie :
  - Suisse : janvier 2008

## Distribution
- Anne-Shlomit Deonna : Vilma Popesco
- Caroline Gasser : Anne Marceau
- Jean-Pierre Gos : Gilbert
- David Marchetto : Franck
- Pascale Vachoux : Catherine
- Doris Ittig : la mère de Marguerite
- Eva Raimi : Marguerite

## Avis sur le film
- « Un grand talent d'imagier, dont les cadrages et les mouvements tiennent de l'anthologie, et celui des comédiens au mieux de leur inspiration, à commencer par Caroline Gasser et Jean-Pierre Gos, tous deux admirables. Dans l'esprit du cher Hitchcock, ce "suspense" psychologique dégage une inquiétante étrangeté qui tourne finalement à l'humour. Pas trace en tout cas de l'ennui qu'on prête au cinéma suisse ! » 24 Heures, Jean-Louis Kuffer[2].
- « Le film de Simon Edelstein "Quelques jours avant la nuit" a prouvé que l’humour noir peut très bien être discret tout en étant méchamment efficace lorsqu’un maître en est le réalisateur. Le cinéaste genevois, dont le premier long métrage de fiction, Les Vilaines manières, avait trouvé un accueil chaleureux à Soleure en 1974, raconte l’histoire d’une célèbre pianiste, manifestement dérangée après un accident, en paraphrasant habilement Sunset Boulevard tout en y ajoutant un doigt de Dinner for One, sans toutefois jamais les imiter. » Neue Zürcher Zeitung, Christoph Egger[3].

## Festivals
- Festival international du cinéma et de télévision à Genève (2008).
- Les Journées de Soleure (2008).